# Аллен Гінзберг
Ірвін Аллен Ґінзберґ (англ. Irwin Allen Ginsberg, 3 червня 1926, Ньюарк, штат Нью-Джерсі — 5 квітня 1997, Нью-Йорк) — культовий американський поет, один з основоположників рухів бітників і хіпі. Його називали «Волтом Вітменом ХХ століття».

## Біографія

### Дитинство і юність
Народився в єврейській родині. Існує версія, що його батько поет Льюїс Ґінзберґ (1895—1976) народився в родині вихідців зі Львова, які еміґрували до США. Льюїс викладав англійську мову в Central High School у Ньюарку, писав вірші. Мати Наомі Ліверґант Ґінзберґ (1894—1956) походила з білоруського Вітебська, викладала в школі розумово неповносправних дітей, була активним членом комуністичної партії США, ексцентриком і нудисткою.
Дитинство Аллена минуло у Патерсоні, штат Нью-Джерсі. Зразу після його народження у матері почали проявлятися ознаки шизофренії, її мучила фобія переслідування, кілька разів вона вчиняла спробу самогубства. Проте довіряла тільки Аллену, на якого мала вплив. Вона неодноразово водила Аллена і його брата Юджина на засідання осередку комуністичної партії. Проте комуністом Аллен Ґінзберґ не став.
З дитинства він багато читав. Його улюбленими поетами були Волт Вітмен, Вільям Блейк, Гійом Аполлінер, Томас Стернз Еліот, Езра Паунд. Був сором'язливим, проблемним підлітком. Рано усвідомив свою гомосексуальну ідентичність. Був відкритим геєм, періодично підтримував гетеросексуальні контакти.
У 1943 році вступив до Колумбійського університету на факультет права, за наполяганням батька і під впливом матері, щоби стати адвокатом і відстоювати інтереси робітників.

### Beat Generation
В університеті Ґінзберґ вчився в одній групі з Люсьєном Карром (1925—2005), котрий ввів його до богемного середовища Колумбійського університету, познайомивши з Вільямом Берроузом (1914—1997) на Різдво 1943 року, а на початку 1944 р. з Джеком Керуаком (1922—1969). Керуак казав Аллену: «Ти ж ніколи не працював ні на фабриці, ні на заводі, що ти можеш знати про труд?». Під його впливом Ґінзберґ покинув судії права і перевівся на літературний відділ. Згодом до їхньої компанії приєднався Герберт Ганкі (1915—1996), вони вели богемний стиль життя, вживали наркотики, зокрема Ґінзберґ від 1944 року вживав пейотль.
У березні 1945 року Аллен на вікні свого студентського помешкання написав антисемітський вислів «Fuck the Jews» і намалював свастику разом з непристойностями. Досі адміністрація університету кілька разів виносила йому попередження за участь у гомосексуальних зв'язках. Аллен, у свою чергу, обурювався, запідозривши одну зі штатних працівниць кампусу в антисемітизмі за те, що не мила його вікно, через що й появився цей напис. Співробітники деканату, зайшовши до приміщення, застали в його ліжку п'яного Керуака, недавно виключеного з університету, і, запідозривши гомосексуальний контакт, відрахували Ґінзберґа з університету.
Певний час Ґінзберґ проживав разом із Керуаком і Берроузом на спільній квартирі. У липні 1945 року Аллен пішов на 4-місячні курси в Торгово-морську академію в Брукліні (Нью-Йорк), упродовж 1946—1947 плавав (7 місяців) на торговельному судні до берегів Африки.
На початку 1947 року познайомився з Нілом Кесседі (1926—1968), що прибув до Нью-Йорка і влився в їхнє середовище, котре Керуак у 1948 році назвав «Beat Generation».
У 1947 році Аллен відновив навчання у Колумбійському університеті, а в 1948 році здобув ступінь бакалавра мистецтв. Влітку 1948 року у своєму помешканні в Гарлемі у Нью-Йорку, під час читання віршів Вільяма Блейка, Ґінзберґові явилося видіння Блейка, галюцинація, йому здалося, що він усвідомив суть вічності і почув голос Бога. Цей момент він вважав ключовим у своєму житті. Видіння з'являлися Алленові упродовж наступних 15 років, він жив з відчуттям богообраності, на творчому підйомі.
У 1949 році Ґінзберґ разом з Гербертом Ганкі виявився замішаний в автокрадіжці. В результаті Ганкі на тривалий термін опинився за ґратами, а Ґінзберґу професори університету допомогли уникнути тюрми: він потрапив на обстеження до Колумбійського психіатричного інституту в Рокленді, де провів 8 місяців. Там Аллен познайомився з Карлом Соломоном, який влився до їхнього середовища. Після виходу з психлікарні у 1950-му Ґінзберґ познайомився в барі у Нью-Йорку з Ґреґорі Корсо (1930—2001), котрий тільки-но звільнився з 3-річного ув'язнення і також влився в середовище «Beat Generation».
Після закінчення Колумбійського університету Аллен якийсь час працював у Нью-Йорку. Вільям Берроуз надсилав з Південної Америки йому для правки розділи свого першого роману «Наркота» («Junkie»), котрий був опублікований Карлом Соломоном у Нью-Йорку в 1953 році.
Події того часу описані Керуаком у романах «У дорозі» («On the road») і «Видіння Коді» («Visions of Cody»); там Ґінзберґ виступає під іменем Карло Маркса у першому та Ірвіна Ґардена в другому романі.

### Сан-Франциський Поетичний Ренесанс
У 1954 році Ґінзберґ переселяється до Каліфорнії, де набирав сили Сан-Франциський Поетичний Ренесанс. Місцем збору поетичної богеми у Сан-Франциско віднедавна стала книгарня «City Lights» Лоренса Ферлінґетті, котрий познайомився у 1954 році у Нью-Йорку зі середовищем «Beat Generation». Аллен Ґінзберґ виступив однією з зв'язкових ланок між поетичними середовищами Нью-Йорка і Сан-Франциско і ідеї «Beat Generation» проникають на Західне узбережжя. У 1954 році він познайомився з поетами Ґері Снайдером у книгарні «City Light» і Пітером Орловскі (1933—2010), з яким відтоді жив спільно аж до смерті.
У жовтні 1955 року відбулася визначна подія з життя бітників. У «Six Gallery» на Fillmore street у Сан-Франциско відбувся поетичний вечір, де мали бути представлені молоді поети-бітники з Нью-Йорка і Сан-Франциско. Він був організований «батьком» Сан-Франциско Поетичного Ренесансу Кеннетом Рексротом (1905—1982), на ньому мали виступати Філіпп Ламантія, Майкл МакКлюр, Філіпп Вейлен, Аллен Ґінзберґ, Ґері Снайдер і Джек Керуак. Досі ніхто з них, крім Ламантії, не виступав публічно. Ґінзберґ спочатку відмовлявся від участі, проте згодом погодився. Він збирався читати недавно написану поему «Howl» («Крик»). Писати її почав влітку у Caffe Mediterraneum у Берклі. У п'ятницю 7 жовтня ввечері в «Six Gallery» зібралося близько 150 чоловік. Відкрив його Кеннет Рексрот. Ґінзберґ читав передостаннім. Всі затамували подих, коли він тоном єврейського кантора проголошував рядки, кожен на одному диханні. Поему було сприйнято як маніфест нового покоління і голос «Beat Generation». Тільки Керуак, п'яний, з місця викрикував в ритм «Go!Go!». Виступ Ґінзберґа був супроводжувався надзвичайним успіхом.
У «Six Gallery» він прочитав першу частину поеми Howl, решта були написані потім. Стиль її, подібний до верлібру, Ґінзберґ називав «stream of consciousness» («потік свідомості»). Лоренс Ферлінґетті видав її друком у 1956 році у видавництві «City Lights», де працював головним редактором, у збірці «Howl and Other Poems» («Крик та інші поезії»). Проте поему було визнано непристойною, наклад арештовано, а Ферлінґетті потрапив до в'язниці.
Влітку 1956 року, враховуючи значне погіршення психічного здоров'я матері, Аллен підписав згоду на операцію лоботомії. Через тиждень її прооперували, а ще через 2 дні мати померла. Це потрясло його, згодом він присвятив матері поему «Kaddish» («Кадіш»).
30 жовтня 1956 р. на поетичному вечорі в Лос-Анджелесі Ґінзберґ уперше здійснив чоловічий стриптиз, чим шокував публіку і викликав скандал у пресі. Завдяки його агресивній саморекламі, значною мірою, став можливий подальший феномен популярності письменників «Beat Generation».
Навесні 1957 року Аллен Ґінзберґ їздив разом з Пітером Орловскі до Танжера, де перебували Вільям Берроуз, який працював над романом «Голий ланч», і Джек Керуак.
В ході тривалого судового процесу над Лоренсом Ферлінґетті 9 членів літературного товариства у Сан-Франциско висловилися на користь поеми «Howl», визнавши її художню цінність. 3 жовтня 1957 року суддя Клейтон Горн виніс виправдальний вердикт. Всі обвинувачення було знято, а Ферлінґетті звільнено з-під арешту. Надалі «Howl» визнали найкращим твором Аллена Ґінзберґа і найпопулярнішим поетичним твором американської літератури XX століття; він був перекладений на 28 мов світу.
Події цих років описані Керуаком у романах «The Subterraneans» («Підземні») і «The Dharma Bums» («Волоцюги Дхарми»), де Аллена Ґінзберґа змальовано під іменами Адам Мурад і Алва Голдбук відповідно.

### Подорожування
У жовтні 1957 року Ґінзберґ разом з Пітером Орловскі виїхали до Парижа, де перебував Ґреґорі Корсо, і оселилися в Beat Hotel. На початку 1958 року вони відвідали могилу Аполлінера на кладовищі Пер Ляшез. У той же час до них приєднався Берроуз з художником Брайоном Гайсином. Тут Ґінзберґ закінчив поему «Кадіш», а Берроуз — роман «Голий ланч».
Мимоволі Аллена Ґінзберґа, через його численні зв'язки з бітниками, почали вважати лідером руху, хоча сам він не висловлював таких амбіцій. у 1959 році він разом з Бобом Кауфманом взяв участь в організації часопису Beatitude, що планувався як головний рупор бітників. Часопис виходив до 1961 року, потім наступила 8-річна перерва, після чого його відновлено у 1969—1987 рр.
Ці роки описані Керуаком у романах «Desolation Angels» («Ангели спустошення») і «Big Sur» («Біґ Сур»), в яких Ґінзберґа виведено під іменем Ірвіна Ґардена.
У 1959 р. Ґінзберґ брав участь в експериментах з ЛСД в Інституті психіатричних досліджень у Пало-Альто, Каліфорнія. 26 листопада 1960 р. він уперше спробував галюциноґенні гриби і проголосив початок психоделічої революції.
У 1961 році вийшла друком збірка «Kaddish and Other Poems» («Кадіш та інші поеми»), котра стала другою важливою книгою Ґінзберґа, а також збірка «Empty Mirror: Early Poems» («Пусте дзеркало»). Його творчий метод наслідував Волта Вітмена і давноьєврейські священні тексти і базувався на принципі «каталогу», перелічування, з метою зафіксувати невловимі емоції, передчуття.
У 1962—1963 роках Ґінзберґ разом з Пітером Орловскі виїхали до Індії, до Бенареса і Калькутти, де окрім медитацій і вивчення мантр, допомагали лікувати людей. В Індії Аллен переконався, що медитація і йога ефективніші у розширенні свідомості, порівняно з наркотиками. Він зміг позбутися наркотичної залежності, проте залишив «право» вживати їх під час поетичної творчості. Після півторарічного перебування в Індії Ґінзберґ у 1963 році виїхав до Сайгона, Бангкока і Японії, а Пітер лишився в Індії.
У 1963 році вийшла друком його збірка «Reality Sandwiches» («Седвічі дійсності»).
У 1965 році Ґінзберґ прибув на Кубу як кореспондент «Evergreen Review». Проте після того, як в Університеті Гавани він виступив на захист геїв, його попросили покинути країну. Того ж року він їздив до СРСР, де в Москві познайомився з поетами-шістдесятниками Андрієм Вознесенським і Беллою Ахмадулліною. У квітні приїхав до Варшави, а в кінці місяця прибув до Праги, де був обраний «Kral Majales» під час молодіжного міського свята «Травневого короля». Проте у Празі Ґінзберґа тричі заарештовували спецслужби, а потім, як «брудного дегенерата» депортували до Лондона.

### Хіппі, буддизм, панки
На відміну від Керуака, Аллен Ґінзберґ гаряче сприйняв старт нової контркультурної хвилі хіппі, що виникла у Сан-Франциско. У 1965 році він зійшовся з Кеном Кізі, Ангелами Пекла, брав участь у кислотних тестах за участю ЛСД, що їх влаштовував Кізі. Скоро Ґінзберґ став кумиром молоді і одним з гуру контркультури, проголосивши гасло «Flower Power».
Роман Вільяма Берроуза «Голий ланч» так само викликав шквал критики і два судові процеси. Другий з них почався ще 12 січня 1965 року в Бостоні. Серед захисників були запрошені Аллен Ґінзберґ і Норман Мейлер. Тривалий судовий процес закінчився 7 липня 1966 року, Ґінзберґ виступав більше години. В результаті за романом було визнано художню і соціальну вартість.
У січні 1967 року Ґінзберґ став організатором величезного фестивалю хіппі у Сан-Франциско під назвою The Gathering of the Tribes for a Human Be-In.
У 1967 Аллена Ґінзберґа арештували під час антивоєнної демонстрації у Нью-Йорку. У жовтні цього ж року його знов заарештовано за участь у поході пацифістів і хіппі на Вашинґтон і облозі Пентагону. Наступного року Ґінзберґ у числі 35 літераторів виступив проти арештів дисидентів у СРСР. Їх лист був опублікований 14 березня 1968 року, після чого в СРСР на його творчість було накладено табу. У серпні 1968 року Ґінзберґ був повторно заарештований під час заворушень у Чикаґо під час передвиборного загальнонаціонального з'їзду Демократичної партії (Демократична Конвенція). Згодом він виступив в обороні організаторів заворушень на судовому процесі (процес над «Чиказькою сімкою»).
У 1968 році вийшла його збірка «Planet News» («Всепланетні новини»), а в 1969 — «Airplane Dreams» («Фантазії в літаку»).
У 1970 році вийшов друком третій визначний твір Аллена Ґінзберґа «Indian journals» («Індійські щоденники»). Того ж року у Нью-Йорку він познайомився з тибетським гуру Чог'ям Трунгпа Рінпоче, котрий був еміґрантом після китайської аґресії і проповідував у США лама-тибетський буддизм. Вони познайомилися випадково на вулиці — обидва намагалися зупинити таксі. Чог'ям Трунгпа Рінпоче став для Аллена вчителем. У 1972 році Ґінзберґ офіційно прийняв ламаїзм.
За збірку «The Fall of America» («Падіння Америки»), що вийшла у 1972 році Аллен Ґінзберґ був удостоєний Національної книжкової премії.
У 1974 році Ґінзберґ разом з поетесою Анною Вальдман (1945) заснував Школу Позатілесної Етики імені Джека Керуака як філію Інституту Наропа у Боулдері, де працював аж до смерті. Будучи співдиректором школи, сам займався викладацькою практикою і залучив до неї бітників Вільяма Берроуза і Діану Де Приму.
На початку 1980-их Ґінзберґ зацікавився новим контркультурним рухом панків, виступивши спільно з панк-групою The Clash.

### Останні роки
1990 року в Чарлстоні відбулася прем'єра камерної опери «Hydrogen Jukebox», що містила вірші Ґінзберґа, які він сам декламував, і музику Філіпа Ґласса.
Останні книги поета: «Ода Плутону» (1981), «Білий саван» (1986), «Відвідання батька й друзів» (1993), «Заклики громадянського світу» (1994).
У 1994 році Стенфордський університет викупив за 1 мільйон доларів особистий архів Аллена Ґінзберґа. Близько половини суми він заповів Пітеру Орловскі, а решту віддав на потреби поетів-бітників.
Аллен Ґінзберґ хворів діабетом, гепатитом і раком печінки. Помер від інсульту через 2 доби у себе вдома в Іст-Вілліджна Мангеттені в Нью-Йорку, похований у сімейному склепі на кладовищі Gomel Chesed Cementery.

## Твори

### Поезія
- Howl and Other Poems (1956)
- Kaddish and Other Poems (1961)
- Reality Sandwiches (1963)
- Planet News (1968)
- The Gates of Wrath: Rhymed Poems 1948—1951 (1972)
- The Fall of America: Poems of These States (1973)
- Iron Horse (1974)

- Mind Breaths (1978)
- Plutonian Ode: Poems 1977—1980 (1982)
- Collected Poems: 1947—1980 (1984)
- White Shroud Poems: 1980—1985 (1986)
- Cosmopolitan Greetings Poems: 1986—1993 (1994)
- Howl Annotated (1995)
- Iluminated Poems (1996)
- Selected Poems: 1947—1995 (1996)
- Death and Fame: Poems 1993—1997 (1999)

### Проза
- The Yage Letters (1963)
- Deliberate Prose: Selected Essays 1952—1995 (2001)